# Tomasz Szuflita
Tomasz Szuflita (ur. 8 czerwca 1970 w Bydgoszczy) – piłkarz polski grający na pozycji obrońcy.

## Kariera
Karierę piłkarską Szuflita rozpoczął w klubie BKS Bydgoszcz. W 1991 roku został zawodnikiem Zawiszy Bydgoszcz, w którym w sezonie 1990/1991 zadebiutował w pierwszej lidze. Wiosną 1992 roku został wypożyczony z Zawiszy do innego pierwszoligowca, Igloopolu Dębica. Latem 1992 wrócił do Zawiszy. W sezonie 1993/1994 spadł z Zawiszą do pierwszej ligi. W Zawiszy grał do końca 1997 roku.
Na początku 1998 roku Szuflita odszedł z Zawiszy do Ruchu Chorzów. Zadebiutował w nim 7 marca 1998 w wygranym 2:1 domowym meczu ze Stomilem Olsztyn. W 2001 roku odszedł z Ruchu do New Jersey Falcons ze Stanów Zjednoczonych, ale jeszcze w tym samym roku wrócił do Ruchu.
W 2002 roku Szuflita został zawodnikiem Arki Gdynia. Następnie grał też w Polonii Bydgoszcz, ponownie New Jersey Falcons i Victorii Koronowo. W 2006 roku zakończył w tym ostatnim klubie swoją karierę.
Ogółem w polskiej ekstraklasie Szuflita rozegrał 119 meczów i strzelił w nich 1 gola.